# Panurginus turcomanicus
Panurginus turcomanicus är en biart som beskrevs av Popov 1936. Panurginus turcomanicus ingår i släktet bergsbin, och familjen grävbin. Inga underarter finns listade i Catalogue of Life.